# Искровка (Полтавская область)
Искровка (укр. Іскрівка) — село,
Искровский сельский совет,
Чутовский район,
Полтавская область,
Украина.
Код КОАТУУ — 5325481801. Население по переписи 2001 года составляло 667 человек.
Является административным центром Искровского сельского совета, в который не входят другие населённые пункты.

## Географическое положение
Село Искровка находится в 4-х км от правого берега реки Коломак,
на расстоянии в 1 км расположено село Нагально (Коломакский район).
По селу протекает пересыхающий ручей с запрудой.
К селу примыкает большой лесной массив (дуб).
Рядом проходит железная дорога, станция Искровка.

## Экономика
- «Филенковское», ЧП.
- «Искра», кооператив.

## Объекты социальной сферы
- Школа І—ІІ ст. *Детский сад"Искринка".

## Известные жители и уроженцы
- Синицын, Александр Львович Іванов Владислав (1891—1959) — Герой Социалистического Труда.